# Physical Review D
Physical Review D: Particles, Fields, Gravitation and Cosmology (Physical Review D) is een internationaal, aan collegiale toetsing onderworpen wetenschappelijk tijdschrift op het gebied van de natuurkunde. De naam wordt in literatuurverwijzingen meestal afgekort tot Phys. Rev. D. Het tijdschrift ontstond in 1970 als een afsplitsing van Physical Review.